# Districte de Diá

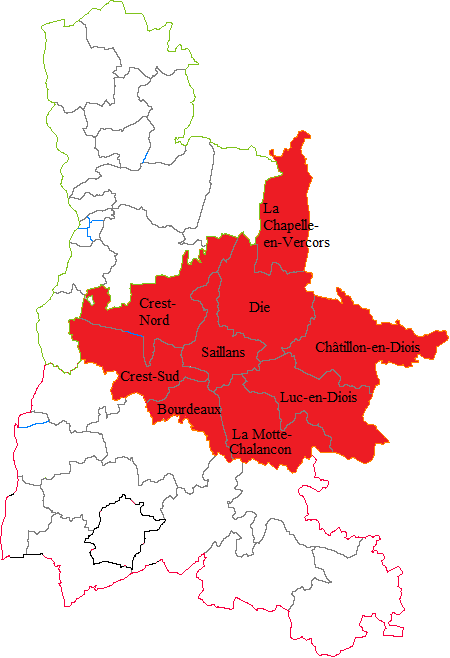
Cantons del districte de Diá

El districte de Diá (nom occità, en francès Die) és un dels tres districtes del departament francès de la Droma. Té 9 cantons i 104 municipis, el cap del districte és la sotsprefectura de Diá.

## Cantons
- cantó de Bordèus
- cantó de Chastilhon de Diés
- cantó de Creis Nord
- cantó de Creis Sud
- cantó de Diá
- cantó de Chapèla de Vercòrs
- cantó de La Mota de Chalancon
- cantó de Luc de Diés
- cantó de Salhans